# دونغهاي (مدينة)
مدينة دونغهاي (بالهانغل: 동해시، وتُنطق: دونغهي) هي أحد مدن مقاطعة غانغ-وون، في كوريا الجنوبية، و لديها ميناءين رئيسيين: ميناء دونغهي و ميناء موك-هو [الإنجليزية]. تقع المدينة على خط يونغ-دونغ [الإنجليزية] للسكك الحديدية و على طريق دونغهي السريع [الإنجليزية]. وتوجد العديد من الكهوف في المدينة كما هوالحال في مدينة سام-تشوك المجاورة. كما تقع فيها جامعة "هانجونغ [الإنجليزية]".

## الموقع
تقع مدينة دونغهي في المنطقة الوسطى من الساحل الشرقي لكوريا في «غانغوون – دو». تحدها من الغرب مقاطعة جونغ-سون و من الشمال مدينة غانغ-نِنغ. و تتضمن المدينة المحطة الشمالية ل طريق دونغهي السريع [الإنجليزية]، و يمر عبرها الطريق الوطني رقم 37. 
يغلب على أراضي المدينة الطابع الجبلي، فجبال تيباك العالية تقع فيها على طول الساحل الشرقي؛ والتي تقوم بمنع إلتقاء الأنهار بالساحل، و لكن يُحتمل تدفق المياه تلقائياً في موسم الأمطار. كما لديها موارد طبيعية مثل وادي مورينغ، و الشواطئ الجميلة.

## رموز المدينة
- الأشجار: شجرة الجنكة
- الأزهار: بروموسوموم الأحمر
- الطيور: طائر النورس

## منطقة الصناعة الحرة
منطقة دونغهي وما جاورها هي مناطق صناعية حرة. لذلك اشتهرت مقاطعة غانغ-ون ومدينة دونغهي كفريق للاستثمار.

## معبر الرحلات البحرية
يربط خط معبر الرحلات الجوية بين روسيا و كوريا الجنوبية و اليابان و الذي افتتح في صيف عام 2008. حالياً يتم التنقل بين دونغهي، و ساكايميناتو، توتوري، و فلاديفوستوك عبر معبر دي بي اس.

## السياحة
- ميناء موكهو
- وادي مورنغ
- كهوف تشون-غوك
- قرية ياكتشون
- معبد سامهوا

## المدن الشقيقة
و لمدينة دونغهي مدن شقيقة، و هي:
- مدينة كيمجي، كوريا الجنوبية (27 أبريل 1999)
- مدينة دوبونغ-غو [الإنجليزية]، كوريا الجنوبية (7 أكتوبر 1999)
- مدينة تسوروغا اليابانية (13 أبريل 1981)
- مدينة ناخودكا الروسية (10 نوفمبر 1991)
- مدينة تومين الصينية (28 أبريل 1995)
- مدينة فيدرال واي، واشنطن، الولايات المتحدة الأميريكية (1 أبريل 2000)
- مدينة سانت جون الكندية (30 مايو 2008)

## روابط خارجية
- الصفحة الرئيسية لحكومة مدينة دونغهي